# بلوط سرخ‌ابریشم
بلوط سرخ‌ابریشم(نام علمی: Alloxylon flammeum) نام یک گونه از سرده آلوکسیلون است.